# Gokana
Pour les articles homonymes, voir GKN (homonymie).
Le gokana est une langue tonale appartenant au groupe ogoni de la famille des langues nigéro-congolaises parlée au Nigeria.

## Écriture
Le gokana est écrit avec l’alphabet pan-nigérian.
| Majuscules | A | B | D | E | Ẹ | F | G | Gb | Gy | I | K | Kp | Ky | L | M | N | Ng | Nv | Ny | O | Ọ | P | S | T | V | Z |
| Minuscules | a | b | d | e | ẹ | f | g | gb | gy | i | k | kp | ky | l | m | n | ng | nv | ny | o | ọ | p | s | t | v | z |

Les voyelles nasalisées sont indiqués avec le tilde et les tons avec les diacritiques accents aigu et grave :
- le ton haut est indiqué avec l’accent aigu : ‹ á, ã́, é, ẹ́, ẽ́, í, ĩ́, ó, ọ́, ṍ, ú, ṹ, ḿ › ;
- le ton bas est indiqué avec l’accent grave : ‹ à, ã̀, è, ẹ̀, ẽ̀, ì, ĩ̀, ò, ọ̀, õ̀, ù, ũ̀, m̀ › ;
- le ton moyen est indiqué sans accent.

## Prononciation

### Voyelles
|            |           | Antérieure | Antérieure | Centrale | Centrale  | Postérieure | Postérieure |
| ---------- | --------- | ---------- | ---------- | -------- | --------- | ----------- | ----------- |
| simple     | nasalisée | simple     | nasalisée  | simple   | nasalisée |             |             |
| Fermée     | simple    | /i/        | /ĩ/        |          |           | /u/         | /ũ/         |
| Fermée     | longue    | /iː/       | /ĩː/       |          |           | /uː/        | /ũː/        |
| Mi-fermée  | simple    | /e/        |            |          |           | /o/         |             |
| Mi-fermée  | longue    | /eː/       |            |          |           | /oː/        |             |
| Mi-ouverte | simple    | /ɛ/        | /ɛ̃/        |          |           | /ɔ/         | /ɔ̃/         |
| Mi-ouverte | longue    | /ɛː/       | /ɛ̃ː/       |          |           | /ɔː/        | /ɔ̃ː/        |
| Ouverte    | simple    |            |            | /a/      | /ã/       |             |             |
| Ouverte    | longue    |            |            | /aː/     | /ãː/      |             |             |

### Consonnes
|            |             | Bilabiale | Labio-dentale | Labio-vélaire | Dentale | Latérale | Palatale | Vélaire | Vélaire | Glottale |
| ---------- | ----------- | --------- | ------------- | ------------- | ------- | -------- | -------- | ------- | ------- | -------- |
| simple     | palatalisée | Bilabiale | Labio-dentale | Labio-vélaire | Dentale | Latérale | Palatale |         |         | Glottale |
| Occlusives | Sourdes     | /p/       |               | /k͡p/          | /t/     |          |          | /k/     | /kʲ/    | /ʔ/      |
| Occlusives | Sonores     | /b/       |               | /ɡ͡b/          | /d/     |          |          | /ɡ/     | /ɡʲ/    |          |
| Fricatives | Sourdes     |           | /f/           |               | /s/     |          |          |         |         |          |
| Fricatives | Sonores     |           | /v/           |               | /z/     |          |          |         |         |          |
| Nasales    | Nasales     |           | /ɱ/           | /m/           | /n/     |          | /ɲ/      | /ŋ/     |         |          |
| Spirante   | Spirante    |           |               |               | /l/     |          |          |         |         |          |